# Ван Мегерен, Хан
Хенрикюс Антониус (Хан) ван Мегерен (нидерл. Henricus Antonius "Han" van Meegeren; 10 октября 1889, Девентер — 30 декабря 1947, Амстердам) — нидерландский живописец, портретист, один из известнейших фальсификаторов XX века, прославившийся подделкой картин художников XVII века Яна Вермеера и Питера де Хоха. Картины ван Мегерена европейские искусствоведы приняли за редчайшие образцы творчества классиков. На своих подделках он заработал свыше 8 миллионов гульденов (25-30 млн $ в перерасчёте на современный курс).

## Биография

### Рождение, ранние годы
Ван Мегерен родился в 1889 году в Девентере, был третьим ребёнком в семье. Его родители были католиками. В детстве ван Мегерен увлекался живописью, восхищался игрой цвета на картинах старых голландских живописцев золотого века, и сам мечтал стать художником. Учителя находили его работы натянутыми и подражательными, но это только подстёгивало его усердие.

### Образование
Отец хотя и не разделял любовь сына к искусству, тем не менее отправил Хана в Делфтский технический университет для обучения на архитектора. Вскоре ван Мегерен проявил любовь к изобразительным искусствам и так увлечённо набирал знания, что вскоре стал помощником преподавателя на отделении искусства и архитектуры. За великолепный акварельный рисунок интерьера церкви, стилизованный под технику XVII столетия, он получил высшую награду — Золотую медаль.
Ван Мегерен был замечательным художником-анималистом, о чём свидетельствуют многие его рисунки, например «Олень», который до сих пор воспроизводится во многих учебниках по рисунку. Он регулярно писал статьи для журнала De Kemphaan, основанного в 1928 году. Журнал был посвящён критике современного искусства, и просуществовал всего два года. Обложки этого журнала также были разработаны ван Мегереном.

### Семья
После женитьбы на Анне де Вогт, которая скоро родила ему двоих детей, Жака и Паулину, ван Мегерен стал выставлять свои произведения на художественных выставках. Вскоре у художника начались семейные проблемы, он начал пить. В 1921 году он провёл три месяца, путешествуя по Италии, изучая итальянских мастеров и в 1922 году он провёл выставку картин на библейские темы, все были проданы. В 1923 году он официально развёлся с Анной.

### Творчество и подделки
Будучи убеждённым художником-реалистом, ван Мегерен не принимал всего нового в живописи. Чтобы отстоять себе место в мире искусства и иметь заработок на жизнь, он не нашёл другого выхода, кроме как заняться подделкой картин столь любимых им старых мастеров.

Первые четыре картины, выполненные в стиле XVII века, так и не были проданы: «Гитаристка», «Женщина, читающая ноты» в стиле Вермеера, «Женщина с бокалом» в стиле Франса Хальса и «Портрет молодого человека» в стиле Терборха. Эти стилистические и технические эксперименты настолько убедили ван Мегерена в своих способностях, что он написал картину «Христос в Эммаусе» — одну из лучших своих подделок «под Вермеера». 
В сентябре 1937 года «Христос в Эммаусе» был опознан выдающимся голландским искусствоведом Абрахамом Бредиусом как произведение Вермеера Дельфтского, и притом одно из лучших. Бредиус посчитал, что якобы Вермеер в момент написания этой картины находился под влиянием итальянских мастеров, на что, собственно, и надеялся ван Мегерен. Первоначально ван Мегерен сам желал раскрыть своё ловкое мошенничество, в частности желая погубить репутацию Бредиуса как мастера атрибуций картин XVII века, но после того, как продал это полотно за сумму, эквивалентную нескольким миллионам долларов (по нынешнему курсу), желание переубеждать покупателя у него пропало.
Ван Мегерен невольно возгордился своим мастерством, сознавая также, что подделка картин голландских мастеров — дело весьма прибыльное. Спустя год «Христос в Эммаусе» оказался в роттердамском музее Бойманса — ван Бёнингена, его купили на частные пожертвования от музея Рембрандта, владельца судна, частных коллекционеров и самого Брёдиуса. Покупка картины позволила музею повысить свою популярность среди горожан.
В 1938 году ван Мегерен удалился в Ниццу, где написал ещё две подделки — «Игроки в карты» и «Пирушка» в стиле Питера Хоха. Помимо того, ван Мегерен написал «Тайную вечерю», опять же подражая стилю Вермеера, но из-за угрозы войны он вернулся в Голландию, оставив картины в Ницце. В 1941—1943 гг., после развода со второй женой, ван Мегерен написал ещё серию картин «под Вермеера». В основном это были полотна религиозного жанра, так ван Мегерен пытался «восполнить» наследие Вермеера, написавшего так мало религиозных картин.

### Разоблачение
В 1943 году ван Мегерен продал неравнодушному к искусству рейхсмаршалу Герману Герингу свою новую работу «Христос и судьи», выдавая её за Вермеера. За эту картину он запросил 1 600 000 гульденов. На тот момент это была чуть ли не рекордная сумма, уплаченная за произведение кого-либо из старых мастеров.
В 1945 году американский капитан Гарри Андерсон обнаружил «Христа и судей» в коллекции Геринга. Американцам не составляло труда установить, что продавцом картины выступил ван Мегерен. Голландские власти предъявили ему обвинение в распродаже национального культурного достояния. За коллаборационизм ему грозил солидный тюремный срок, так как его подделки всё ещё считались подлинниками Вермеера.
29 мая 1945 года ван Мегерен был взят под стражу. После двух недель тюремного заключения он заявил, что на самом деле проданные им картины являются подделками. Для проверки подлинности его заявлений голландское правительство на 6 недель поместило ван Мегерена под арест в специально арендованном доме, где тот должен был под наблюдением написать подделку. Так появилась его последняя картина — «Молодой Христос, проповедующий в храме» (или «Иисус среди книжников»).
С помощью рентгена было обнаружено, что трещинки-кракелюры, которых ван Мегерен добивался, нагревая фальшивки в печке, неглубоки и получены искусственным путём.
В ноябре 1947 года ван Мегерен был осуждён за подделку произведений искусства и был приговорён к одному году тюремного заключения. В тюрьме он просил у тюремного начальства разрешение работать, и ему были предоставлены карандаши и бумага, однако ни одной картины ван Мегерен более не нарисовал — месяц спустя, в возрасте 58 лет, он скончался от сердечного приступа, чему способствовало многолетнее употребление алкоголя и наркотиков. В 1950 году его личные вещи были распроданы на аукционе, состоявшемся в его собственном доме в Амстердаме.

## В культуре
- Афера ван Мегерена стала предметом нескольких приключенческих романов.
- «Двойная жизнь Вермеера» (La doppia vita di Vermeer), книга Луиджи Гуарньери[итал.] (2004).
- Ван Мегерен упомянут в фильме «Как украсть миллион» (1966) в сцене, следующей за подписанием контракта на страховку Венеры Челлини.
- Художник по имени ван Мегерен фигурирует в фильме Гринуэя «Зет и два нуля» (1985).
- Фильм «Подлинный Вермеер» (Нидерланды, 2016). В роли ван Мегерена — Ерун Шпиценбергер.
- Фильм «Последний Вермеер» (США, 2019). В роли ван Мегерена — Гай Пирс.